# Повіт Камі
Пові́т Ка́мі (яп. 加美郡, かみぐん, МФА: [kamʲi guɴ]) — повіт у префектурі Міяґі, Японія.